# زید المطیری
زید المطیری (عربی: زيد المطيري؛ زادهٔ ۲۵ مارس ۱۹۸۲) تیرانداز اهل کویت است.
وی در مسابقات کشوری و بین‌المللی در مجموع برندهٔ ۱ مدال نقره شده‌است.